# Bushoki
Bushoki (Kinyarwanda Umurenge wa Bushoki) ist einer von 17 Sektoren im Distrikt Rulindo in der Nordprovinz von Ruanda.

## Geographie
Bushoki hat eine Fläche von 35,1 km² und liegt auf einer Höhe von etwa 1790 m. Der Sektor unterteilt sich in die fünf Zellen Gasiza, Giko, Kayenzi, Mukoto und Nyirangarama. Nachbarsektoren sind im Norden Gashenyi und Base, im Nordosten Kinihira, im Osten Tumba, im Südosten Mbuga, im Süden Rusiga, im Südwesten Muyongwe und im Nordwesten Rushashi.

## Bevölkerung
Nach der Volkszählung von 2022 betrug die Einwohnerzahl 23.570 Einwohner. Zehn Jahre zuvor waren es 19.970, was einem jährlichen Bevölkerungszuwachs von 1,7 Prozent zwischen 2012 und 2022 entspricht.

## Verkehr
Durch den Sektor verläuft etwa in Nord-Süd-Richtung die asphaltierte Nationalstraße 2 sowie mehrere District Roads.